# Velate (Usmate Velate)
Velate (in brianzolo Velaa) è una frazione del comune di Usmate Velate, di cui contribuisce alla denominazione e di cui rappresenta la metà occidentale del centro abitato dal lato di Lesmo.

## Storia
Registrato agli atti del 1751 come un villaggio milanese di 345 abitanti, alla proclamazione del Regno d'Italia nel 1805 Velate risultava avere 445 residenti. Nel 1809 un regio decreto di Napoleone procedette per la prima volta a creare un'unica municipalità di Usmate Velate, ma il singolo comune di Velate fu poi ripristinato con il ritorno degli austriaci nel 1816. L'abitato, cui fu aggregata Bernate nel 1842, crebbe poi discretamente tanto che nel 1853 risultò essere popolato da 1143 anime, salite a 1360 nel 1861, un anno prima di assumere il nome di Velate Milanese, denominazione mantenuta allorquando un decreto di Vittorio Emanuele II del 1869 gli annesse Usmate. Fu solo nel 1930 che tale unione assunse il nome attuale di Usmate Velate.